# 올렉산드르 아브라멘코
올렉산드르 볼로디미로비치 아브라멘코(우크라이나어: Олекса́ндр Володи́мирович Абра́менко, 1988년 5월 4일~)는 우크라이나의 프리스타일 스키 선수로 주 종목은 에어리얼이다. 5차례의 올림픽에 참가했으며 벨라루스 민스크에서 열린 2015-16년 월드컵 남자 에어리얼 종목에서 우승을 차지했다. 대한민국 평창에서 개최된 2018년 동계 올림픽에서 프리스타일 스키 남자 에어리얼 금메달을 획득했다.

## 경력
아브라멘코는 2005년에 핀란드 쿠사모에 위치한 루카툰투리 리조트에서 열린 세계 선수권 대회에서 25위를 차지했다. 그는 2006년 1월 8일에 캐나다 퀘벡주에 위치한 몽가브리엘 리조트에서 월드컵 데뷔전을 치르면서 18위를 차지했다.
당시 아브라멘코는 나이가 어렸고 경험이 부족했지만 이탈리아 토리노에서 열린 2006년 동계 올림픽에 우크라이나 국가대표로 참가했다. 그는 프리스타일 스키 에어리얼 예선에서 27위를 기록하면서 탈락했다. 올림픽 이후인 2006년 3월 6일에 러시아 크라스노예 호수에서 열린 세계 주니어 선수권 대회에서 벨라루스의 막심 후스치크의 뒤를 이어 은메달을 획득했다. 2008년 1월 19일에 미국 레이크플래시드에서 열린 월드컵 에어리얼 경기에서 10위를 차지했는데 2007-08 시즌 동안에 열린 7개 대회 가운데 4개 대회에서 최고 성적을 기록했다.
2010년 캐나다 밴쿠버에서 열린 2010년 동계 올림픽에 참가했으나 프리스타일 스키 에어리얼 예선에서 24위를 기록하여 2006년 토리노 올림픽에 이어 또다시 결선 진출에 실패했다. 2012년 2월 25일에 벨라루스 민스크에서 열린 월드컵 에어리얼 경기에서 같은 국적의 스타니슬라우 크라우추크에 이어 2위를 차지했다. 이는 아브라멘코의 첫 월드컵 메달이다. 또한 2012년 3월 17일에 노르웨이 보스에서 열린 월드컵 에어리얼 경기에서 벨라루스의 드미트리 다신스키와 중화인민공화국의 저우항의 뒤를 이어 3위를 차지하기도 했다.
2014년 러시아 소치에서 열린 2014년 동계 올림픽 프리스타일 스키 남자 경기에서 결선 라운드에 진출하여 6위를 차지했다. 이후 2015년 3월 1일에 민스크에서 열린 월드컵에서 미국의 맥 보허넌과 벨라루스의 자니스 오시파우를 꺾으며 우크라이나 출신 선수로는 처음으로 프리스타일 스키 경기에서 우승을 차지했다. 이전 시즌까지 아브라멘코는 월드컵에서 5위, 3위, 2위, 13위, 5위를 각각 차지했기 때문에 2014-15 시즌은 성공적인 시즌으로 여겨졌다.
2016년 여름 물 위에서 프리스타일 스키 훈련을 받던 도중에 부상을 입으며 십자인대와 반월판, 횡인대를 다쳤다. 아브라멘코는 무릎 부상으로 인해 2016-17 시즌 내내 출전하지 못했고 2017년 세계 선수권 대회에도 불참하게 된다. 그러나 2017-18 시즌을 앞두고 전격 복귀했는데 당시 우크라이나에서는 사상 처음으로 올림픽에서 남자 프리스타일 스키 종목에 출전할 자격을 얻지 못할 것이라는 우려가 있었기 때문이다.
2017년 12월 16일에 중국 베이징에서 열린 월드컵에서 21위를 기록하면서 2017-18 시즌을 시작했다. 2018년 1월 19일에 미국 레이크플래시드에서 열린 월드컵에서는 중국의 자쭝양에 이어 2위를 차지했다. 같은 해 2월 대한민국 평창에서 열린 2018년 동계 올림픽에서 예상을 뒤엎고 자쭝양과 러시아 출신 선수단의 일리야 부로프를 누르고 프리스타일 스키 에어리얼 금메달을 획득하는 영예를 안았다. 아브라멘코는 평창 올림픽에서 메달을 획득한 유일한 우크라이나 선수이며, 2014년 동계 올림픽에서 벨라루스 대표로 참가했던 안톤 쿠시니르에 이어 2번째로 프리스타일 스키에서 금메달을 획득한 우크라이나 출신 선수가 되었다. 이후 평창 올림픽 폐막식에서 우크라이나 선수단의 기수를 맡았다.
2019년 2월 6일에 미국 유타주에서 열린 2019년 세계 선수권 대회에서 러시아의 막심 부로프의 뒤를 이어 은메달을 획득했다. 이 메달은 우크라이나가 세계 선수권 대회 남자 에어리얼 종목에서 처음으로 획득한 메달이기도 하다. 아브라멘코는 중국 베이징에서 열릴 2022년 동계 올림픽에 참가한 우크라이나 선수단에 이름을 올렸으며 대회 개막식에서 여자 피겨스케이팅 선수인 올렉산드라 나자로바와 함께 우크라이나 선수단의 기수를 맡았다. 자신의 5번째 올림픽 본선에서는 결선에 진출하였고, 116.5점을 획득하며 중화인민공화국의 치광푸의 뒤를 이어 은메달을 획득했다.

## 개인사
아브라멘코의 아버지인 볼로디미르 아브라멘코는 우크라이나의 몇몇 아마추어 클럽에서 축구 선수로 뛰었으며 미콜라이우를 연고로 하는 2부 축구 리그 클럽인 MFC 미콜라이우에서 보안 담당자로 근무했다.
아브라멘코의 출생지인 하르키우주 페르보마이스키는 그가 2018년 평창 동계 올림픽 금메달을 획득하기 이전까지 알려져 있지 않았다. 또한 우크라이나의 많은 도시들이 페르보마이스키와 비슷한 이름을 가지고 있기 때문에 그의 팬들에게 혼란을 주기도 했다.